# Otolelus atomus
Otolelus atomus là một loài bọ cánh cứng trong họ Aderidae. Loài này được Costa miêu tả khoa học năm 1884.